# Municipio de McNett
El municipio de McNett  (en inglés: McNett Township) es un municipio ubicado en el condado de Lycoming en el estado estadounidense de Pensilvania. En el año 2000 tenía una población de 211 habitantes y una densidad poblacional de 2.4 personas por km².

## Geografía
El municipio de McNett se encuentra ubicado en las coordenadas 41°32′22″N 76°49′46″O / 41.53944, -76.82944.

## Demografía
Según la Oficina del Censo en 2000 los ingresos medios por hogar en la localidad eran de $22,917 y los ingresos medios por familia eran $23,068. Los hombres tenían unos ingresos medios de $24,750 frente a los $13,750 para las mujeres. La renta per cápita para la localidad era de $10,556. Alrededor del 29,9% de la población estaban por debajo del umbral de pobreza.